# Douglas O’Keeffe
Douglas Stewart O’Keeffe, manchmal Douglas O’Keefe und Doug O’Keefe, (* 5. Juni 1966 in Calgary, Alberta) ist ein kanadischer Schauspieler.

## Leben
Douglas O’Keeffe hat irische Vorfahren. Er wuchs in einer kleinen Stadt in Ontario auf und hat eine jüngere Schwester. O’Keeffe schloss die University of Western Ontario mit einem Master's Degree ab. Seine Hauptfächer waren Soziologie, Philosophie und Art and Science of Coaching. Mit dem kanadischen Bobsport-Team nahm er an zwei Weltmeisterschaften teil und reiste zwei Jahre lang zu internationalen Sportwettbewerben. Danach wandte er sich der Schauspielerei zu und pendelt inzwischen zwischen Vancouver, Toronto, Los Angeles und New York.
Nebenrollen verkörperte O’Keeffe in dem Science-Fiction-Film Vernetzt – Johnny Mnemonic (1995) von Regisseur Robert Longo mit Keanu Reeves, in dem Thriller Mord im Weißen Haus (1997) von Dwight H. Little mit Wesley Snipes und Diane Lane, in dem Thriller Road Trip in die Hölle (2000) von T.J. Scott mit Meat Loaf sowie in dem Filmdrama Nürnberg – Im Namen der Menschlichkeit (2000) von Yves Simoneau mit Alec Baldwin.
In der dramatischen Agentenserie Nikita war O’Keeffe in zwei Folgen als David Fanning, der gewalttätige Ehemann von Lisa (Yvonne Sciò), zu sehen. In der Echtzeitserie 24 mit Kiefer Sutherland trat er in einigen Folgen der zweiten Staffel als Eddie Grant auf.
In dem Actionfilm Legacy (1998) von Regisseur T.J. Scott mit David Hasselhoff und Rod Steiger war O’Keeffe als Second-Unit-Regisseur tätig. Bei dem Kurzfilm The Edge (2003) war er Regisseur, Drehbuchautor, Kameramann, Produzent und für den Filmschnitt verantwortlich. Er verfasste die Drehbücher The Golf Warrior und Hockey Buddha.

## Filmografie (Auswahl)
- 1990, 1991: Katts und Dog (Folgen On the Take, Operation: Ship of Fools)
- 1995: Vernetzt – Johnny Mnemonic (Johnny Mnemonic)
- 1995: Cagney & Lacey – Wer im Glashaus sitzt (Cagney & Lacey: The View Through the Glass Ceiling)
- 1995: Nick Knight – Der Vampircop (Forever Knight) (Folge Trophy Girl)
- 1996: Ein Mountie in Chicago (Due South) (Folge Starman)
- 1996: Warnung aus dem Jenseits (The Haunting of Lisa)
- 1994, 1996: Kung Fu – Im Zeichen des Drachen (Kung Fu: The Legend Continues) (Folgen The Gang of Three, Blackout)
- 1996: Verzweifelte Entscheidung (Her Desperate Choice)
- 1997: Mord im Weißen Haus (Murder at 1600)
- 1997: Fast Track – Im Rausch der Geschwindigkeit (Fast Track) (Fernsehserie)
- 1997, 1998: Nikita (La Femme Nikita) (Folgen 1.15 Besessen bzw. Obsessed, 2.14 Ausgleichende Gerechtigkeit bzw. Double Date)
- 1997: Liebling, ich habe die Kinder geschrumpft (Honey, I Shrunk the Kids: The TV Show) (Folge Honey, We’re Past Tense)
- 1999: Relic Hunter – Die Schatzjägerin (Relic Hunter) (Folge Etched in Stone)
- 1998: Legacy – Tödlicher Einsatz in Manila (Legacy)
- 2000: Road Trip in die Hölle (Blacktop)
- 2000: Nürnberg – Im Namen der Menschlichkeit (Nuremberg)
- 2000: Mysterious Ways (Folge Camp Sanopi)
- 2000: Seven Days – Das Tor zur Zeit (Seven Days) (Folge Olga’s Excellent Vacation)
- 2000: Auf kalter Spur (Cold Squad) (Folge Slave to the Job)
- 2001: First Wave – Die Prophezeiung (First Wave) (Folge Requiem)
- 2000, 2001: Dark Angel (Folgen Pilot: Part 1, Pilot: Part 2, Red)
- 2001: Andromeda (Folge The Mathematics of Tears)
- 2001: Mutant X (Folgen The Shock of the New, I Scream the Body Electric)
- 2002: Just Cause (Folge Making News)
- 2002: 24 (3 Folgen, zweite Staffel)
- 2003: Wicked Game – Ein böses Spiel (Water’s Edge)
- 2003: Tarzan (6 Folgen)
- 2006: Whistler (Folgen Road Trip, Family Ties)
- 2006: Smallville (Folge Tomb)

### Hinter der Kamera
- 1998: Legacy (als Second-Unit-Regisseur)
- 2003: The Edge (als Regisseur, Drehbuchautor, Kameramann, Produzent, Filmschnitt)